# Advertência de Miranda
A Advertência de Miranda (em inglês Miranda warning) ou Direitos de Miranda (Miranda rights) é uma advertência que deve se dar a um imputado que se encontra em custódia da polícia dos Estados Unidos, antes de que lhe façam perguntas relativas a comissão do ilícito. A polícia pode requerer informação biográfica como o nome, data de nascimento e o endereço do suspeito. A Quinta e Sexta Emendas da Constituição dos Estados Unidos garantem, respectivamente, ao cidadão detido pela Polícia o direito de permanecer em silêncio e de dispor de representação legal para defender-se.
A Advertência de Miranda passou a ser praticada após o caso chamado de Miranda versus Arizona, em 1966, quando o júri foi obrigado a desconsiderar as declarações feitas pelo acusado antes de ser explicitamente advertido de seu direito de recusar-se a falar à polícia. Ernesto Arturo Miranda foi condenado por estupro e sequestro em um tribunal de primeira instância, levando em conta apenas a confissão do acusado. Após a Suprema Corte julgar o caso Miranda contra Arizona, foi revogada a prisão, alegando que o acusado não conhecia os direitos e foi ordenada a Advertência de Miranda como meio de proteção para um imputado de evadir a auto incriminação, proibida pela Quinta Emenda (direito ao silêncio). Para ser aceita a autoincriminação, o acusado deve ser advertido sobre os direitos dele. Para renunciar esses direitos, o acusado deve fazer uma declaração de renúncia "consciente, inteligente e voluntária". Caso contrário, a autoincriminação não deve ser aceita no tribunal.
Há variações da Advertência de Miranda, tanto no nível de instrução para entender a advertência, o tamanho, o número de palavras, dependendo do Estado onde é dado essa advertência. Em alguns casos, a advertência tem setecentas palavras. Em alguns casos, para menores de idade, a Advertência de Miranda é mais complexa devido ao fato que ela precisa ser voltada para o jovem, com mais explicações sobre seus direitos.

## Texto
Tem o direito de permanecer em silêncio e recusar-se a responder a perguntas.
Se abdicar do direito de permanecer em silêncio, tudo o que disser poderá e será utilizado contra si num tribunal.
Tem o direito de consultar um advogado antes de falar com a polícia e de ter um advogado presente durante o interrogatório, agora ou no futuro.
Se não puder pagar um advogado, ser-lhe-á nomeado um antes de qualquer interrogatório, se assim o desejar.
Se decidir responder às perguntas agora sem a presença de um advogado, terá ainda o direito de parar de responder a qualquer momento até falar com um advogado.

Conhecendo e compreendendo os seus direitos tal como os expliquei, está disposto a responder às minhas questões sem a presença de um advogado? 